# Батлер (Огайо)
Батлер (англ. Butler) — селище (англ. village) в США, в окрузі Ричленд штату Огайо. Населення — 941 особа (2020).

## Географія
Батлер розташований за координатами 40°35′25″ пн. ш. 82°25′13″ зх. д. / 40.59028° пн. ш. 82.42028° зх. д. (40.590169, -82.420178).  За даними Бюро перепису населення США в 2010 році селище мало площу 2,97 км², з яких 2,95 км² — суходіл та 0,02 км² — водойми.

## Демографія
Згідно з переписом 2010 року, у селищі мешкали 933 особи в 362 домогосподарствах у складі 259 родин. Густота населення становила 314 особи/км².  Було 393 помешкання (132/км²).
Расовий склад населення:
| - 98,3 % — білих - 0,4 % — чорних або афроамериканців - 0,1 % — корінних американців - 0,1 % — азіатів |

До двох чи більше рас належало 0,8 %. Частка іспаномовних становила 1,5 % від усіх жителів.
За віковим діапазоном населення розподілялося таким чином: 26,8 % — особи молодші 18 років, 58,2 % — особи у віці 18—64 років, 15,0 % — особи у віці 65 років та старші. Медіана віку мешканця становила 37,2 року. На 100 осіб жіночої статі у селищі припадало 93,6 чоловіків;  на 100 жінок у віці від 18 років та старших — 91,9 чоловіків також старших 18 років.
Середній дохід на одне домашнє господарство  становив 50 280 доларів США (медіана — 41 369), а середній дохід на одну сім'ю — 56 948 доларів (медіана — 52 614). Медіана доходів становила 45 119 доларів для чоловіків та 25 455 доларів для жінок. За межею бідності перебувало 10,5 % осіб, у тому числі 11,9 % дітей у віці до 18 років та 9,1 % осіб у віці 65 років та старших.
Цивільне працевлаштоване населення становило 448 осіб. Основні галузі зайнятості: освіта, охорона здоров'я та соціальна допомога — 19,9 %, виробництво — 18,3 %, роздрібна торгівля — 13,8 %, будівництво — 12,5 %.